# Llanddeusant
Llanddeusant är en community i Storbritannien.   Den ligger i kommunen Carmarthenshire och riksdelen Wales, i den södra delen av landet, 250 km väster om huvudstaden London.